# Мамбеталиев, Жумажан
Жумажан Мамбеталиев (1883 год, Астраханская губерния — 26 сентября 1948 года) — старший чабан колхоза имени Калинина Денгизского района Гурьевской области, Казахская ССР. Герой  Социалистического Труда (1948).

## Биография
Родился в 1883 году в крестьянской семье на территории бывшей Букеевской Орды в Астраханской губернии (сегодня территория Курмангазинского района). С 1938 года трудился в колхозе имени Калинина Денгизского района. Позднее был назначен старшим чабаном.
В 1947 году бригада Жумажана Мамбеталиева вырастила 490 ягнёнка от 400 овцематок. Средний вес к отбивке составил 40 килограмм. За получение высокой продуктивности животноводства в 1947 году удостоен звания Героя Социалистического Труда указом Президиума Верховного Совета СССР от 23 июля 1948 года с вручением ордена Ленина и золотой медали «Серп и Молот».
Скончался в сентябре 1948 года от воспаления лёгких, не успев получить награду.

## Память
Его именем названа одна из улиц в селе Алга Курмангазинского района.